# Iberocypris palaciosi

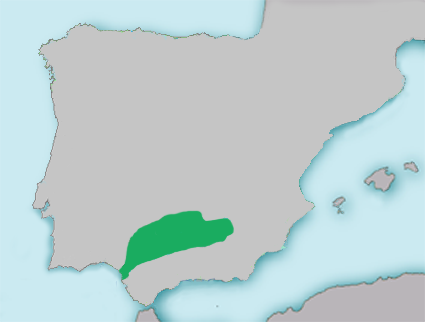
Leefgebied

Iberocypris palaciosi is een straalvinnige vissensoort uit de familie van de eigenlijke karpers (Cyprinidae). De wetenschappelijke naam van de soort is voor het eerst geldig gepubliceerd in 1980 door Doadrio. De soort is zeer zeldzaam, heeft op de Rode Lijst van de IUCN de status kritiek en is al flinke tijd niet meer waargenomen.
De vis komt alleen voor in het stroomgebied van de Guadalquivir in Spanje. 